# Úpská jáma

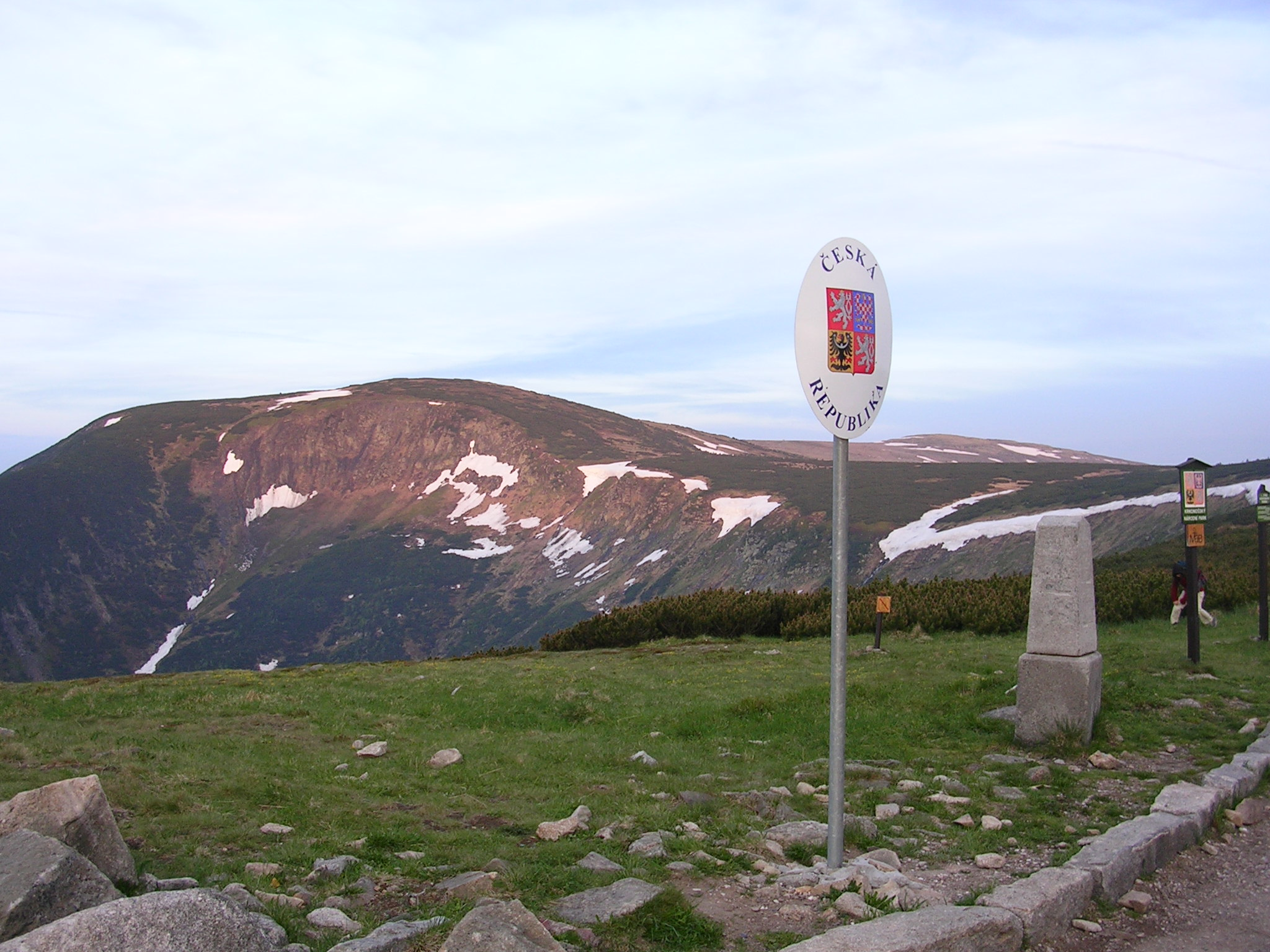
Úpská jáma widziana od strony granicy

Úpská jáma (pol. Kocioł Upy) – kocioł polodowcowy w Sudetach Zachodnich, w czeskiej części pasma Karkonoszy.

## Położenie
Úpská jáma położona jest na obszarze czeskiego Karkonoskiego Parku Narodowego (Krkonošský národní park, KRNAP), po czeskiej stronie Karkonoszy, na południe od Przełęczy pod Śnieżką, między Śnieżką i trzecim co do wysokości szczytem Karkonoszy – Studniční hora (1554 m n.p.m.). Stanowi najwyższą część doliny Obří důl.

## Charakterystyka
Urwiste skaliste stoki Úpskiej jámy podcinają południowo-zachodnie zbocza Śnieżki oraz południowo-wschodnią część wierzchowiny Równi pod Śnieżką. Strome ściany kotła mają ponad 350 m wysokości, a górna krawędź Úpskiej jamy położona jest na wysokości ok. 1420 m. Dno kotła znajduje się na wysokości 1050–1100 m n.p.m. Ponad krawędzią kotła, na torfowisku zajmującym znaczną połać Równi pod Śnieżką, w pobliżu Úpskiej jamy znajdują się źródła rzeki Úpy i kilku potoków stanowiących jej dopływy, które po drodze do kotliny dużą różnicę wysokości pokonują kaskadowymi wodospadami, spadając na dno doliny, gdzie łączą się w jedną rzekę. Najniższe moreny występują na wysokości 800 m n.p.m. Największy zasięg lodowca wynosił ok. 4 tys. m, być może więcej.
Występują tu ślady pozostawione przez lodowce górskie, które przed tysiącami lat występowały w Karkonoszach. Głęboki, otoczony urwistymi skałami kocioł polodowcowy Úpskiej jámy został wyżłobiony w plejstocenie, prawdopodobnie w czasie ostatniego zlodowacenia (bałtyckiego), i nadaje tej części Karkonoszy wysokogórskiego charakteru.
Zbocza Úpskiej jámy są miejscem wielu katastrof lawinowych. W 1846 roku lawina zabiła tu kobietę i dwójkę jej dzieci, a pierwsze ofiary występujących tu lawin odnotowano już w 1456 roku.
29 lipca 1897 po 21.00 z zachodnich zboczy Růžovej hory zeszła lawina ziemna, która zniszczyła położone w dolinie gospodarstwa (w tym dwa domy mieszkalne), powodując zarazem 7 ofiar śmiertelnych (5 osób z rodziny Mittlöhnerów i 2 osoby z rodziny Bönschów). Ciał dwóch ofiar nigdy nie odnaleziono i spoczywają one w miejscu katastrofy do dziś. Lawina ta miała 750 m długości i szerokość czoła 70 m. W 1962 kolejna lawina dotarła do kapliczki, a w 1995 zeszła tutaj lawina o długości 1200 m, która zniszczyła 2,5 ha lasu i przemieściła 120 tysięcy ton śniegu.

## Flora i fauna
W otoczeniu kotła panuje specyficzny mikroklimat typu subpolarnego, w wyniku czego wykształciły się gatunki roślinności alpejskiej i arktycznej, a w pobliżu wodospadów spotykany jest szereg rzadkich gatunków roślin i zwierząt, którym odpowiada duża wilgotność tego środowiska. Występuje tu sasanka alpejska i modrzyk górski, a także endemiczny gatunek skalnicy śnieżnej. Wśród zwierząt występują tu głównie ptaki i ślimaki.

## Turystyka
Szlaki turystyczne:
  – niebieski szlak prowadzi wschodnią ścianą Úpskiej jámy z Pecu pod Sněžkou na Przełęcz pod Śnieżką
  – niebieski szlak prowadzi północną krawędzią Úpskiej jámy ze Szpindlerowego Młyna przez Doliny Białej Łaby (Údolí Bílého Labe) na Przełęcz pod Śnieżką
  – żółty szlak grzbietem po wschodniej stronie Úpskiej jámy prowadzący z Pecu pod Sněžkou na Śnieżkę.
Zimą ze względu na groźne lawiny Úpská jáma jest bardzo niebezpiecznym miejscem, a szlak turystyczny jest zamknięty.